# Roche-Clermault
Roche-Clermault é uma comuna francesa na região administrativa do Centro, no departamento Indre-et-Loire. Estende-se por uma área de 18,24 km². Em 2010 a comuna tinha 533 habitantes (densidade: 29,2 hab./km²).